# Hysterothylacium winteri
Hysterothylacium winteri is een rondwormensoort uit de familie van de Anisakidae. De wetenschappelijke naam van de soort is voor het eerst geldig gepubliceerd in 2004 door Torres & Soto.